# Mach
För andra betydelser, se Mach (olika betydelser).
Mach, även Machs tal eller machtal, förkortas M eller Ma, och är kvoten mellan hastigheten hos ett föremål och ljudhastigheten i dess omgivande medium. Machtalet bär sitt namn efter Ernst Mach, österrikisk fysiker och filosof. Talet används ofta för att ange flygplans hastighet i luft, men kan användas för att ange hastighetsförhållandet mellan vilket föremål som helst, i vilket medium som helst.

## Definition
Eftersom mach betecknar ett förhållande mellan två hastigheter är det en dimensionslös storhet, definierad som:
{\displaystyle \ M={\frac {v_{o}}{v_{s}}}}
där
{\displaystyle \ M}  är machtalet
{\displaystyle \ v_{o}}  är hastigheten för objektet relativt omgivande medium
{\displaystyle \ v_{s}}  är ljudets hastighet i sagda medium

### Ljudhastighet
Ljudets hastighet ökar när temperaturen ökar, och kan för en ideal gas beräknas som
{\displaystyle \ v_{s}={\sqrt {\kappa RT}}}
där
{\displaystyle \kappa } är kvoten mellan värmekapacitet vid konstant tryck och värmekapacitet vid konstant volym (1,4 för luft)
{\displaystyle R} är gaskonstanten för aktuell gas (287 J/(kg*K) för luft)
{\displaystyle T} är temperaturen i Kelvin (temperatur i grader Celsius + 273,15)

### Exempel
Luft kan i de flesta tekniska sammanhang med god noggrannhet betraktas som en ideal gas.
För till exempel luft med temperaturen 15 grader Celsius fås då
{\displaystyle \ v_{s}={\sqrt {1.4*287*(15+273.15)}}} = 340,3 m/s eller 1 224,9 km/h
och en hastighet på till exempel 2,2 Mach motsvarar 2 694,9 km/h
Vid ökande flyghöjd sjunker temperaturen och är till exempel vid 11 km (36 000 ft) -56,5 grader Celsius. Ljudhastigheten blir då
{\displaystyle \ v_{s}={\sqrt {1.4*287*(-56.5+273.15)}}} = 295,0 m/s eller 1 062,2 km/h
och en hastighet på till exempel 2,2 Mach motsvarar 2 336,7 km/h

### Fenomen
För ett flygplan som närmar sig eller passerar ljudhastigheten förändras strömningen påtagligt, bland annat ökar luftmotståndet kraftigt samtidigt som tryckcentrum förskjuts bakåt vilket kan förändra flygplanets roderegenskaper.
Så länge planet flyger med underljudshastighet sänds ljudvågor kontinuerligt ut i alla riktningar. När flygplanet når ljudhastigheten kommer det att "hinna ikapp" de ljudvågor som sänds ut i färdriktningen och skjuta dem framför sig, och ljud från en längre färdväg kommer att nå marken vid ett samlat tillfälle som en ljudlig ljudbang.
| Subsonisk      | M < 1         |                        |
| Sonisk         | M = 1         | ("ljudhastighet")      |
| Supersonisk    | M > 1         | ("överljudshastighet") |
| Transsonisk    | 0,8 < M < 1,3 |                        |
| Hypersonisk    | 5 < M < 10    |                        |
| Hyperhastighet | M > 10        |                        |